# Fennoscandinavië

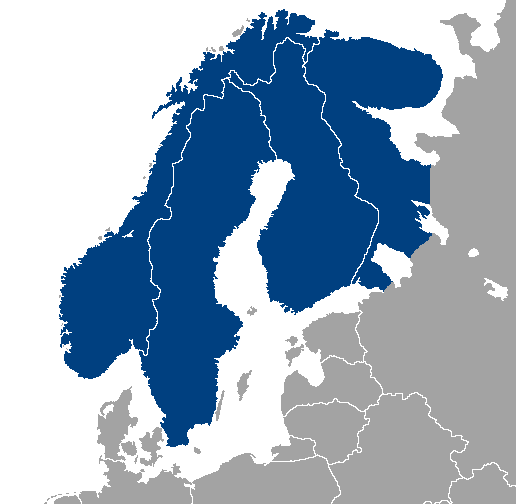
Fennoscandië

Fennoscandinavië of Fennoscandië is een geografisch-geologische term, in 1898 bedacht door de Finse geoloog Wilhelm Ramsay, waarmee het Scandinavisch Schiereiland, het Kolaschiereiland, Karelië en Finland wordt omschreven. De term wordt soms gebruikt om de gebieden van Noorwegen en Zweden aan te duiden die onder het Fennoscandisch Schild, een deel van het Baltisch schild, vallen.
Op cultureel gebied betekent Fennoscandinavië de relatie tussen Samen, Zweden, Noren, Finnen en Russen. Het wijst ook op het cultureel en linguïstiek onderscheid tussen de Oeraalse talen en Fins-Oegrische volkeren: de Samen, Finnen en Kareliërs, en de Scandinavische volkeren en talen van Denemarken, Noorwegen en Zweden. Het feit dat delen van Finland tot het Scandinavische schiereiland behoren, en de relatie tussen Finland en de Scandinavische landen zorgt er echter voor dat deze definitie niet altijd gehanteerd wordt. Fennoscandinavië valt niet samen met de term "Noordse landen" omdat Denemarken, IJsland, Groenland en andere overzeese gebieden niet onder de term Fennoscandinavië vallen. Ook behoort geen enkel deel van Rusland tot de Noordse landen.
De grens tussen Fennoscandinavië en Rusland is de lijn Finse Golf, het Ladogameer, het Onegameer en de Witte Zee.